# Learning by doing

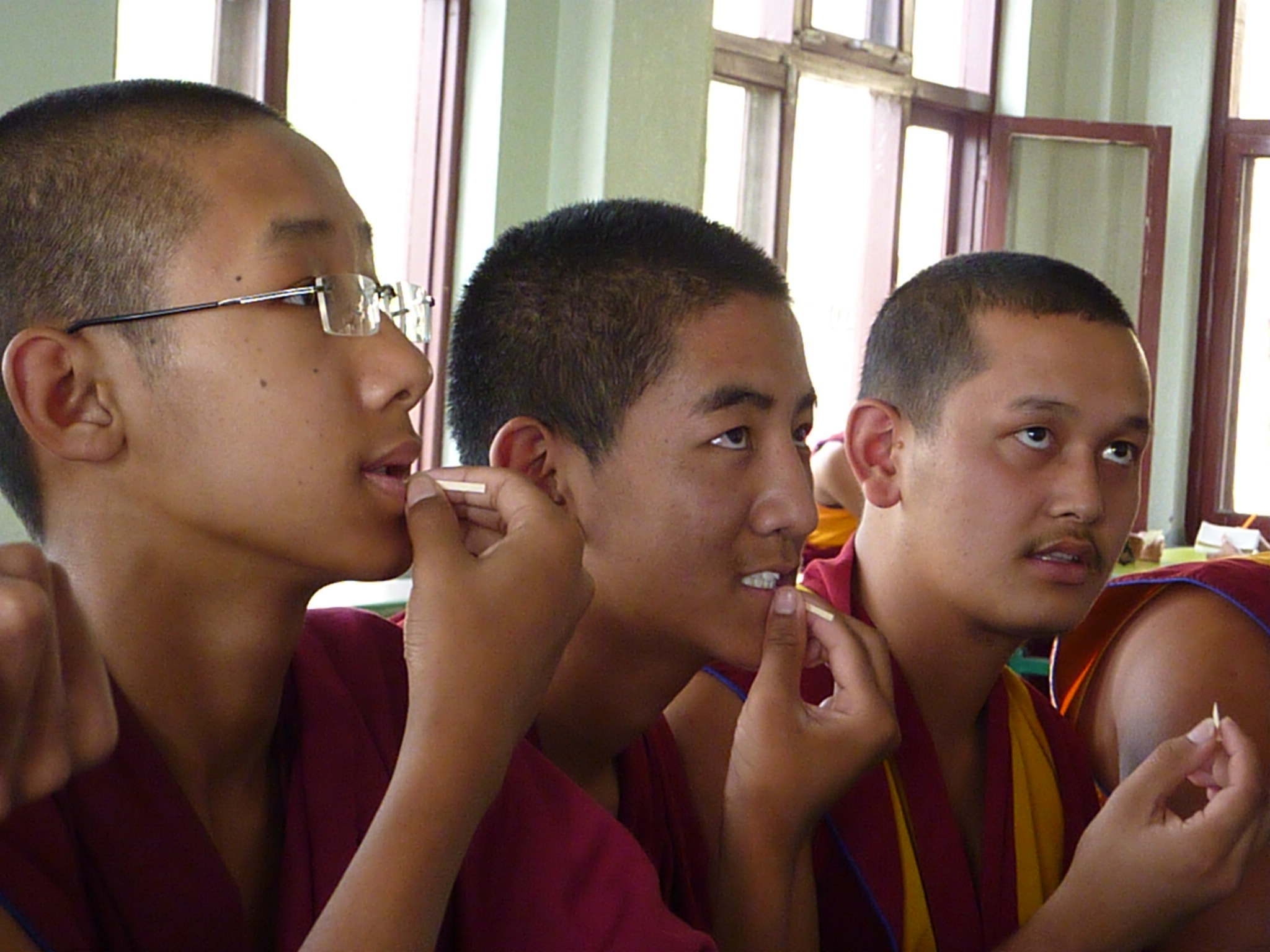
Learning by doing in un monastero del Nepal per promuovere l'igiene orale

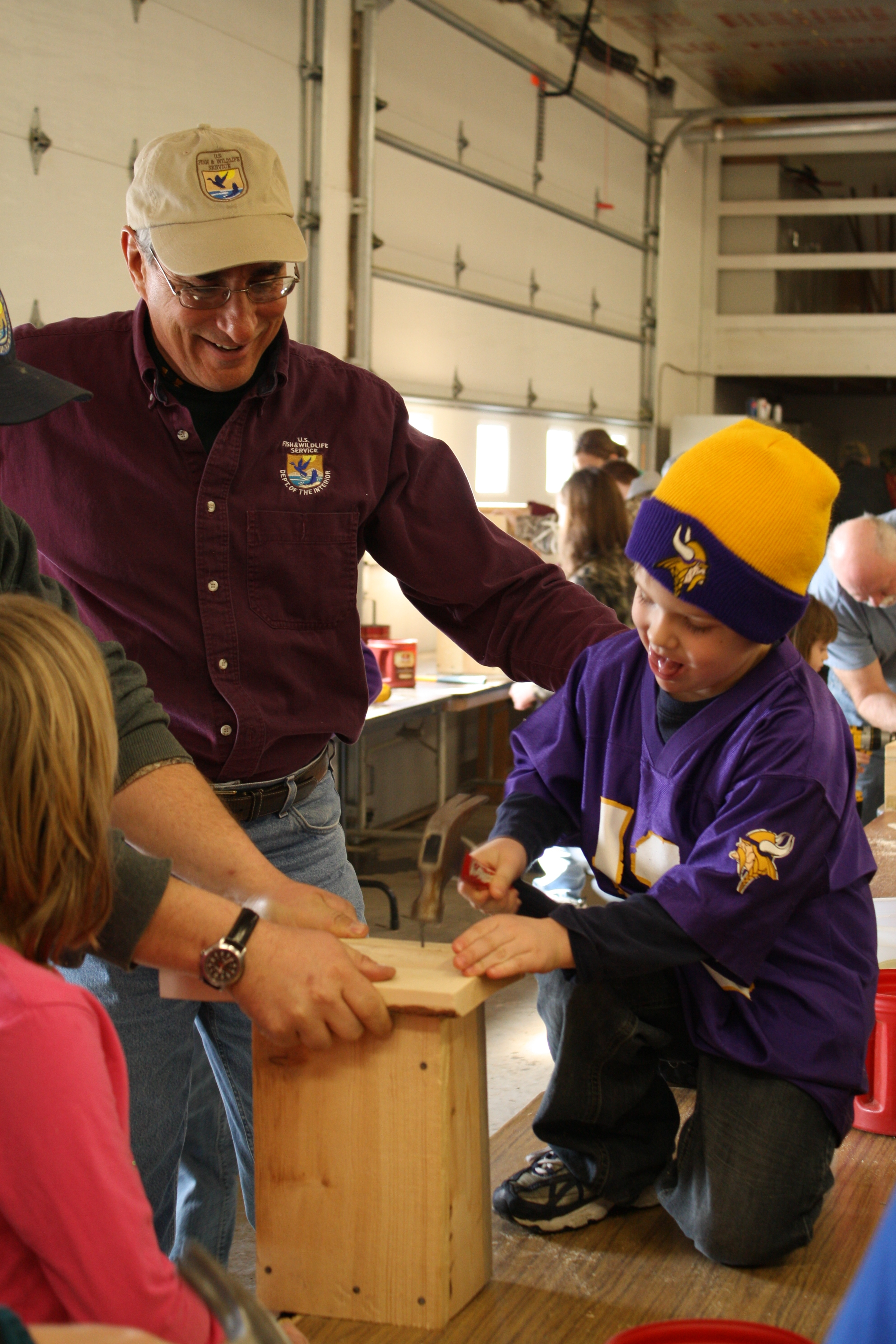
Sessione didattica con la costruzione di case per uccelli

Learning by doing (letteralmente imparare facendo) è una teoria che pone particolare enfasi sul coinvolgimento degli studenti ed è un processo educativo pratico e orientato al raggiungimento di risultati. La teoria si riferisce al processo in cui gli studenti partecipano attivamente a modalità di apprendimento più pratiche e fantasiose. Questo processo si distingue da altri approcci di apprendimento poiché fornisce diversi vantaggi pedagogici rispetto agli stili di apprendimento più tradizionali, come quelli che privilegiano la "conoscenza inerte" (l'informazione che può essere espressa ma non utilizzata). L'apprendimento attraverso la pratica è correlato ad altri tipi di apprendimento come l'apprendimento avventuroso, l'apprendimento attivo (o action learning), l'apprendimento cooperativo, l'apprendimento esperienziale, l'apprendimento tra pari, l'apprendimento per servizi e l'apprendimento situato.

## Principali contributi
Molto di ciò che sappiamo sulla teoria dell'apprendimento attraverso la pratica è dovuto al contributo di menti storiche che hanno cambiato l'istruzione odierna. La teoria è stata esposta e resa popolare dal famoso filosofo americano e attivista educativo John Dewey e dal pedagogista brasiliano Paulo Freire. Dewey, considerato uno dei padri fondatori della moderna psicologia funzionale, implementò questa idea istituendo la Laboratory School dell'Università di Chicago. Le sue opinioni sono state importanti nello stabilire pratiche di educazione progressiva. Egli era un sostenitore dell'educazione progressiva in contrapposizione all'istruzione tradizionale. Dewey riteneva che l'apprendimento efficace avvenisse attraverso le interazioni e che la scuola fosse un'istituzione sociale in cui queste interazioni hanno luogo. In un'aula ideale in cui viene implementato l'apprendimento attraverso la pratica, l'aula è uno spazio in cui i bambini possono apprendere e risolvere problemi come comunità a modo loro, al proprio ritmo, attraverso le istruzioni dell'insegnante che prendono in considerazione i bambini. Ciò favorisce una comunità di apprendimento sana e reattiva in cui gli studenti si impegnino attivamente nel processo di apprendimento. Imparare facendo non si concentra solo sulla crescita accademica, ma sulla crescita sociale, intellettuale, emotiva, fisica e spirituale.
Freire, d'altro canto, ha sottolineato l'importante ruolo dello sviluppo individuale cercando di generare consapevolezza e coltivare capacità critiche sulla base dei suoi pezzi più influenti conosciuti come Pedagogia degli oppressi. Dewey sosteneva l'istruzione come mezzo per preservare la democrazia e un buon governo perché era cresciuto nella città avanzata e civilizzata di New York. Mentre era in Brasile durante la dittatura militare, Freire sperimentò una povertà schiacciante e uno stile di vita miserabile. Pertanto ha sostenuto l'istruzione come mezzo di consapevolezza e liberazione dai problemi legati al sottosviluppo, risultando così che queste esperienze siano il fattore che contribuisce al modo in cui costruirà le sue idee sull'istruzione.

## Uno studio empirico
Lo studio Learning by Doing: An Empirical Study of Active Teaching Techniques (2011) suggerisce che il metodo passivo non sia la tecnica più efficace per promuovere un coinvolgimento di successo all'interno di un ambiente di apprendimento. I sostenitori della ricerca contemporanea hanno affermato che stimolare l'energia della classe potrebbe avere uno scopo più efficace rispetto alla lezione tradizionale. Lo studio ha presentato le quattro tecniche di insegnamento: lezioni frontali, dimostrazioni, discussioni e attività in classe, misurando l'efficacia di ciascuno per dimostrare quello che si distingue di più.

### Lezione frontale
La lezione frontale si riferisce all'espressione "scarica di informazioni" (information dump o infodump), il che significa che la maggior parte del tempo in classe è occupato dalla ricezione di un sacco di dettagli/idee che non consentono alle persone di interagire con l'ambiente, mentre le lezioni prese dalla classe generalmente sradicano le opportunità di padroneggiare gli esami informativi. La mancata esecuzione di un compito limita le possibilità di miglioramento. A volte le lezioni frontali consistono in costrutti che forniscono un senso di supporto per la comprensione dei nuovi argomenti introdotti.
Per quanto riguarda la lezione frontale, sebbene fosse considerata il metodo meno efficace per conservare la conoscenza in modo intelligibile, potrebbe essere considerata in qualche modo costruttiva quando si tratta di utilizzare i termini del vocabolario. L'ipotesi ufficiale significa che la percentuale di risposte corrette nelle domande sul livello di conoscenza sarebbe drasticamente più alta rispetto alle domande di comprensione.

### Dimostrazioni
Le dimostrazioni (demos) sono presentazioni chiare eseguite da individui in classe come un "mezzo per" mostrare come funziona qualcosa. La tecnica delle "dimostrazioni" serve un principio importante all'interno della classe in quanto appare più "attiva" per gli studenti che hanno la possibilità di sperimentare "in prima persona". Il processo dimostrativo impegna diversi studenti a rimanere concentrati sull'evento che hanno di fronte con il limite di parametri /principi specifici.
L'evidenza che i demos aumentino l'attenzione è minima in quanto limita il numero di studenti a cui è consentito svolgere il compito assegnato. Pertanto, è stato ipotizzato che nei costrutti che utilizzano la tecnica dei demos, gli studenti avrebbero ottenuto un punteggio inferiore nella conoscenza e nell'applicazione e un punteggio più alto nella sezione di comprensione.

### Discussioni
Le discussioni sono una forma ibrida di insegnamento; gli studenti distribuiscono informazioni mentre ricevono anche dai loro compagni e insegnanti. Ciò viene visto come il principio fondamentale dell'impegno attivo. Le discussioni presentano un senso di conoscenza più forte poiché consentono alle persone di pensare a ciò che hanno affermato gli altri e quindi di basarsi sulle concezioni menzionate.
L'approccio basato sulla discussione dell'apprendimento è una comunicazione più collaborativa che coinvolge tutti gli studenti in classe. La tesi analitica che è stata fatta denota l'efficacia del miglioramento del livello di comprensione dell'apprendimento all'interno di questa sorta di essenza che poi porta alla caduta delle risposte relative alla conoscenza/applicazione che risultano accurate durante lo studio empirico.

### Attività in classe
Le attività in classe (ICA) sono conosciute come la forma più attiva di apprendimento in un ambiente di classe. Sia che gli individui lavorino da soli e poi condividano con i loro colleghi e insegnanti o che lavorino in grandi gruppi che consistono nel far circolare idee diverse, gli studenti sono in grado di visualizzare il dipanarsi dei "fenomeni". Questo fenomeno potrebbe quindi essere utilizzato in un ambiente empirico. In alcuni casi, gli studenti possono sembrare perplessi di fronte alla complessità degli argomenti che potrebbero essere comprensibili attraverso una serie di attività.
Le attività in classe consentono agli studenti di sfruttare ed esercitarsi nell'amministrare informazioni a se stessi per una comprensione efficace. Pertanto è stato ipotizzato che, con i costrutti che utilizzano il metodo ICA, gli studenti avrebbero ottenuto risultati efficaci sia su domande a livello di comprensione che di applicazione piuttosto che su quelle di conoscenza.